# Arsen Miqajeljan
Arsen Sejrani Mikajeljan (armenisch Արսեն Սեյրանի Միքայելյան; * 11. Juni 1982 in Stepanakert, Aserbaidschanische SSR) ist ein aserbaidschanischer Politiker und Parlamentsabgeordneter der Republik Arzach.

## Leben
Nachdem Arsen Miqajeljan seine Schulausbildung 1999 an der Mittelschule beendet hatte, schloss er dann 2003 sein Studium an der Arzacher Universität in Wirtschaft ab. Noch im selben Jahr wurde er in der Hajchnajbank zum Präsidenten der Hauptverwaltung ernannt. Dort spezialisierte er sich auf die Finanzierungsabteilung, um dann 2005 zum Hauptspezialisten der Ardshininvestbank zu werden.
2005 erwarb Miqajeljan den Magistergrad in Wirtschaft und wurde für die Ardshininvestbank als Bankdirektor der Stepanakert Filiale tätig. Zwei Jahre später wurde er nebenamtlich als Leiter der Gebietsabteilung „Ardshininvestbank“ Bergkarabach eingesetzt. Ab dieser Zeit begann er Vorlesungen an der Fakultät für Wirtschaftswissenschaft an der Arzacher Staatlichen Universität zu halten. Nebenamtlich war er Generaldirektor von der Internationalen Businesszentrum GmbH.
Miqajeljan ist Doktor der Wirtschaftswissenschaften. Er ist verheiratet und hat zwei Kinder.

## Politik
Bei den Wahlen zur fünften Nationalversammlung am 23. Mai 2010 wurde er nach Verhältniswahl durch Wahlbezirk N 6 als Abgeordnete gewählt. Dort ist er Mitglied des ständigen Ausschusses für Haushalt, Finanzen und für Wirtschaftsverwaltung.
2012 wurde er zum Berater des Ministerpräsidenten der Republik Arzach ernennt.

## Auszeichnungen
Miqajeljan wurde für die Leistungen in dem Bankbereich Arzachs mit goldener Medaille ausgezeichnet.